# Spatalia plusiotis
Spatalia plusiotis är en fjärilsart som beskrevs av Otto Staudinger 1892. Spatalia plusiotis ingår i släktet Spatalia och familjen tandspinnare. Inga underarter finns listade i Catalogue of Life.